# Antoni Cieszkowski (poseł)
Antoni Cieszkowski herbu Dołęga – wojski czernihowski (1790), konsyliarz województwa wołyńskiego konfederacji targowickiej, poseł województwa wołyńskiego na sejm grodzieński (1793), członek konfederacji grodzieńskiej 1793, sędzia sądu sejmowego sejmu grodzieńskiego 1793 roku ze stanu rycerskiego.